# Metastrangalis
Metastrangalis är ett släkte av skalbaggar. Metastrangalis ingår i familjen långhorningar.
Kladogram enligt Catalogue of Life:
| Metastrangalis | \| \| Metastrangalis chekianga \| \| \| \| \| \| Metastrangalis denticulata \| \| \| \| \| \| Metastrangalis ochraceoventra \| \| \| \| \| \| Metastrangalis plavilstshikoviana \| \| \| \| \| \| Metastrangalis thibetana \| \| \| \| |
|                | \| \| Metastrangalis chekianga \| \| \| \| \| \| Metastrangalis denticulata \| \| \| \| \| \| Metastrangalis ochraceoventra \| \| \| \| \| \| Metastrangalis plavilstshikoviana \| \| \| \| \| \| Metastrangalis thibetana \| \| \| \| |
|                | Metastrangalis chekianga |
|                | |
|                | Metastrangalis denticulata |
|                | |
|                | Metastrangalis ochraceoventra |
|                | |
|                | Metastrangalis plavilstshikoviana |
|                | |
|                | Metastrangalis thibetana |
|                | |